# Najnowsza synagoga w Błażowej
Synagoga w Błażowej – powstała w początkach XX w. Podczas II wojny światowej synagoga została przypuszczalnie zdewastowana przez Niemców. Po wojnie została przebudowana i mieściła szpital rejonowy.